# キッチン de SHOW
『キッチン de SHOW』（キッチンでショー）は、2008年9月29日から2010年3月26日までフジテレビで放送されていた『スパイスTV どーも☆キニナル!』の11時台枠の料理コーナーである。生野陽子がSHOWのように軽やかにお送りするという謳い文句で進行する。調理のポイントをいくつかまとめたSHOWのポイントというものを、調理中要所要所で紹介する。

## 出演者

### 司会
- 生野陽子[1]（フジテレビアナウンサー）
  - 生野が休暇の際は、西山喜久恵（フジテレビアナウンサー）が代理を務める。

### 日替わり料理人
※☆は『ハピふる!・らいぶdeキッチン』より続投。
- 月曜日：コウケンテツ☆（料理研究家）
- 火曜日：笠原将弘☆（「賛否両論」店主）
- 水曜日：菰田欣也（「スーツァンレストラン陳」総料理長）
- 木曜日：茂出木浩司☆（「たいめいけん」3代目店主）
- 金曜日：川越達也（「タツヤ・カワゴエ」オーナーシェフ）

## 放送時間
- 2008年9月29日 - 2010年3月26日 月曜 - 金曜 10:45頃 - 11:05頃（JST）

単独番組としてのネット局
- 石川テレビ - 水曜・木曜 15:05 - 15:25
- テレビ長崎 - 月曜 - 金曜 11:00 - 11:20
- テレビ大分 - 月曜 - 木曜 16:05 - 16:25
- テレビ宮崎 - 月曜 - 金曜 11:15 - 11:35

過去のネット局
- 東海テレビ - 水曜 11:00 - 11:20（2010年3月17日まで、単独番組として放送）

## スタッフ
- チーフプロデューサー：岡康治（フジテレビ）
- プロデューサー：西村朗・中村百合子（フジテレビ）／田本紀子
- 協力プロデューサー：下田かおる（ネクステップ）
- ディレクター：永井洋之、水畑奈美
- AD：丸山彩
- 制作協力：D:COMPLEX
- 制作：フジテレビ情報制作センター
- 制作著作：フジテレビ

## 過去に放送されたフジテレビの料理番組
- 夕食ばんざい!
- 郁恵のお料理がんばるゾ!
- 郁恵の今日何にする?
- 郁恵・井森のお料理BAN!BAN!
- 郁恵・井森のデリ×デリキッチン
- おしえて!うれしぴ
- らいぶdeキッチン